# Ернст Шредер
Е́рнст Шре́дер (нім. Ernst Schröder; нар. 25 листопада 1841, Мангейм — пом. 16 червня 1902, Карлсруе) — німецький математик і логік, один із засновників математичної логіки.
Ернст Шредер — головна фігура в історії математичної логіки (термін, який він, можливо, винайшов), завдяки підведенню підсумків і продовженню роботи Джорджа Буля, Огастеса Де Моргана, Г'ю Маккола, і особливо Чарлза Пірса. Він найвідоміший монументальною працею «Vorlesungen über die Algebra der Logik» (1890—1895), в 3-х томах, який систематизацією різних систем формальної логіки торував шлях для появи математичної логіки як окремої дисципліни в двадцятому сторіччі.
З 1876 був професором Вищої технічної школи в Карлсруе.

## Праця

### Vorlesungen
«Vorlesungen über die Algebra der Logik» складається з трьох томів. Перший описує числення класів, другий - пропозиційне числення, третій - алгебру відношень